# 伯耆町立二部小学校

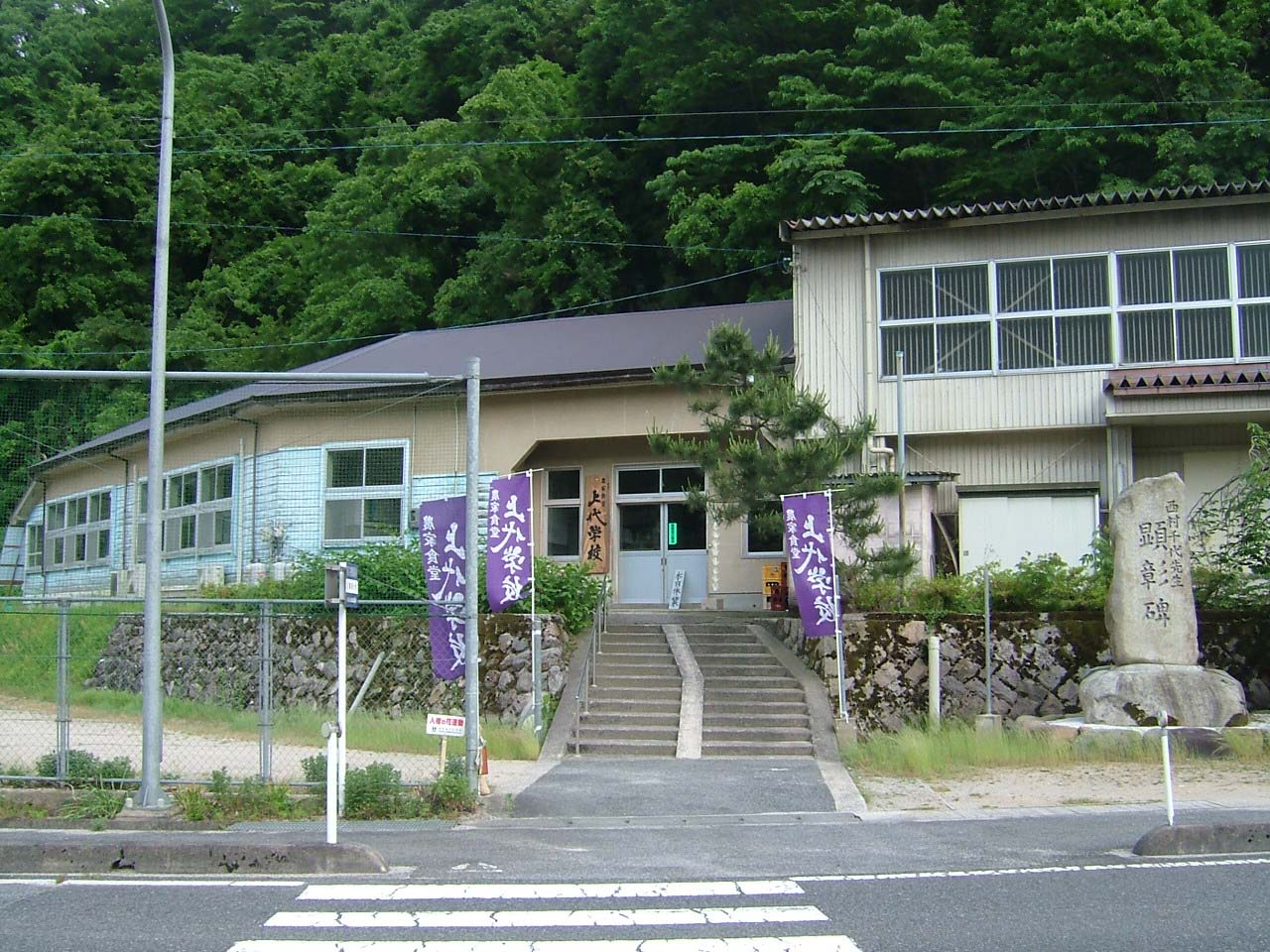
福岡分校

伯耆町立二部小学校（ほうきちょうりつ にぶしょうがっこう）は、鳥取県西伯郡伯耆町二部にある公立小学校。

## 沿革
- 1873年（明治6年）4月 - 小学校二部学校として二部宿傳燈寺の一部を校舎に充てる。
- 1874年（明治7年） - 上代学校の設置。
- 1876年（明治9年）3月 - 福居村に分校を設置。
- 1887年（明治20年）4月 - 二部尋常小学校と改称。上代学校を福岡尋常小学校と改称。
- 1899年（明治32年）10月 - 高等科を設置。
- 1908年（明治41年）4月 - 福居分教場の廃止。福岡尋常小が廃止、分教場となる。
- 1941年（昭和16年）4月1日 - 国民学校令により二部国民学校と改称。
- 1947年（昭和22年）4月1日 - 学制改革により二部村立二部小学校と改称。
- 1954年（昭和29年）4月1日 - 町村合併により、溝口町立二部小学校と改称。
- 1965年（昭和40年）8月 - 旧二部中学校校舎に移転[1]。
- 2005年（平成17年）1月1日 - 溝口町と岸本町の合併により伯耆町発足に伴い、伯耆町立二部小学校と改称。
- 2007年（平成19年）3月16日 - 福岡分校休校式挙行[2]。
- 2009年（平成21年） - 福岡分校廃止。

## 福岡分校
1874年に上代学校として設置され、1908年以降は福岡分校となり2009年に閉校。
校舎は農家食堂「上代学校」として営業されている、運動場には酒蔵が設置されどぶろくの醸造が行われており、運営は株式会社上代が行っている。
- 所在地：鳥取県西伯郡伯耆町福岡2073-1
- 座標：北緯35度15分42.6秒 東経133度23分49.6秒 / 北緯35.261833度 東経133.397111度

## 通学区域
- 二部、畑池、福居、焼杉、船越、福吉、福島、三部、福岡[4]

## 進学先中学校
- 伯耆町立溝口中学校

## 著名な出身者
- 辻晉堂（彫刻家）